# Snøhvit
Snøhvit, (Blanche Neige en français) est un champ de gaz dans la mer de Barents à 140 kilomètres au nord-ouest de Hammerfest, en Laponie norvégienne, avec une réserve estimée à 140 G.m³ de gaz naturel. La découverte du gisement remonte à 1984.
Il y a également un peu de pétrole dans ce gisement. La découverte récente du champ pétrolier Goliat à proximité a rendu l'exploitation du pétrole de Snøhvit plus aisée. Le  gaz est liquéfié à Hammerfest puis exporté vers l'Espagne et les États-Unis depuis septembre 2007. Parmi les principaux clients se trouvent Total et Gaz de France.
Le gisement contient un certain pourcentage de dioxyde de carbone, qui est extrait lors du traitement du gaz. Alors qu'en règle générale, le CO2 ainsi produit est simplement rejeté dans l'atmosphère, à Snøhvit, pour réduire l'impact du projet en termes d'effet de serre, il est réinjecté dans une formation souterraine.